# Equisetum variegatum
Equisetum variegatum là một loài dương xỉ trong họ Equisetaceae. Loài này được Schleich. ex F. Weber & D. Mohr mô tả khoa học đầu tiên năm 1807.

## Hình ảnh

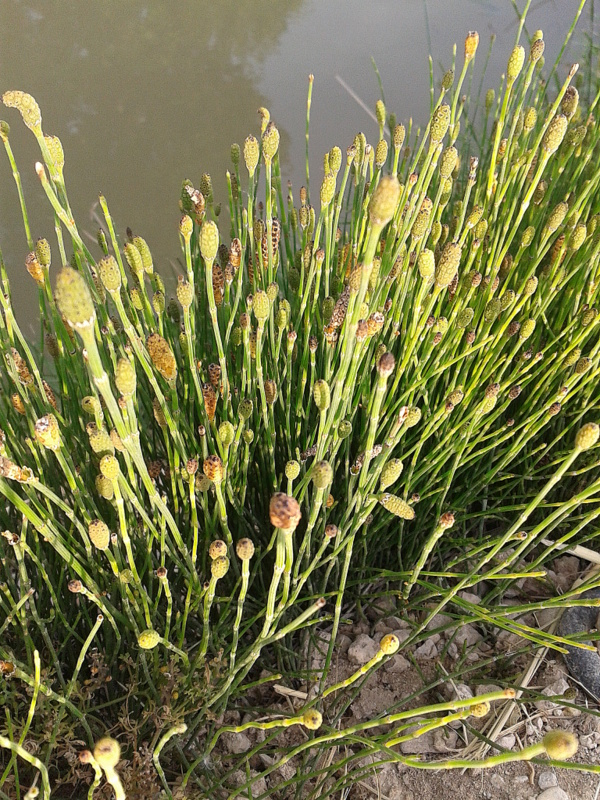
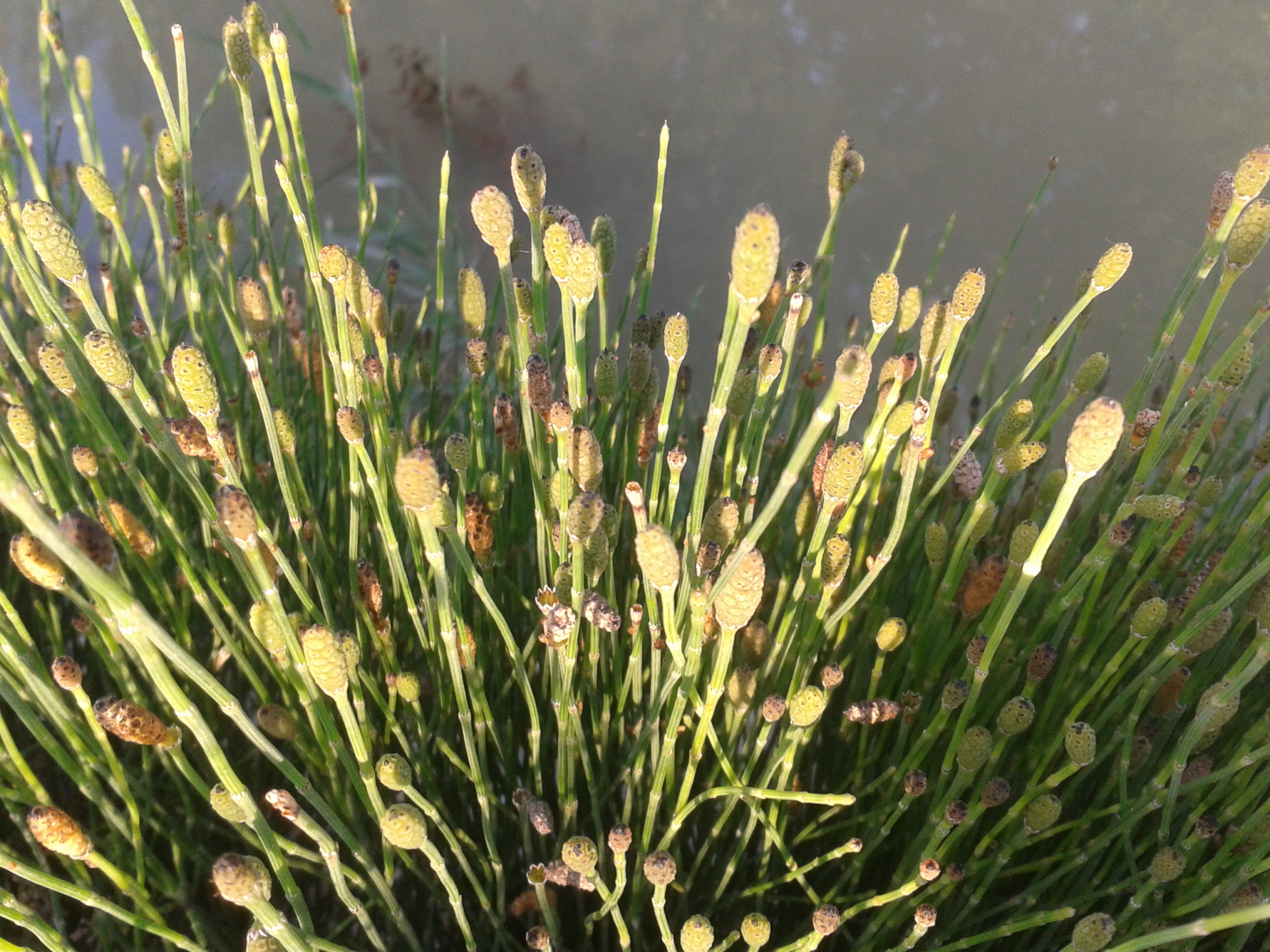
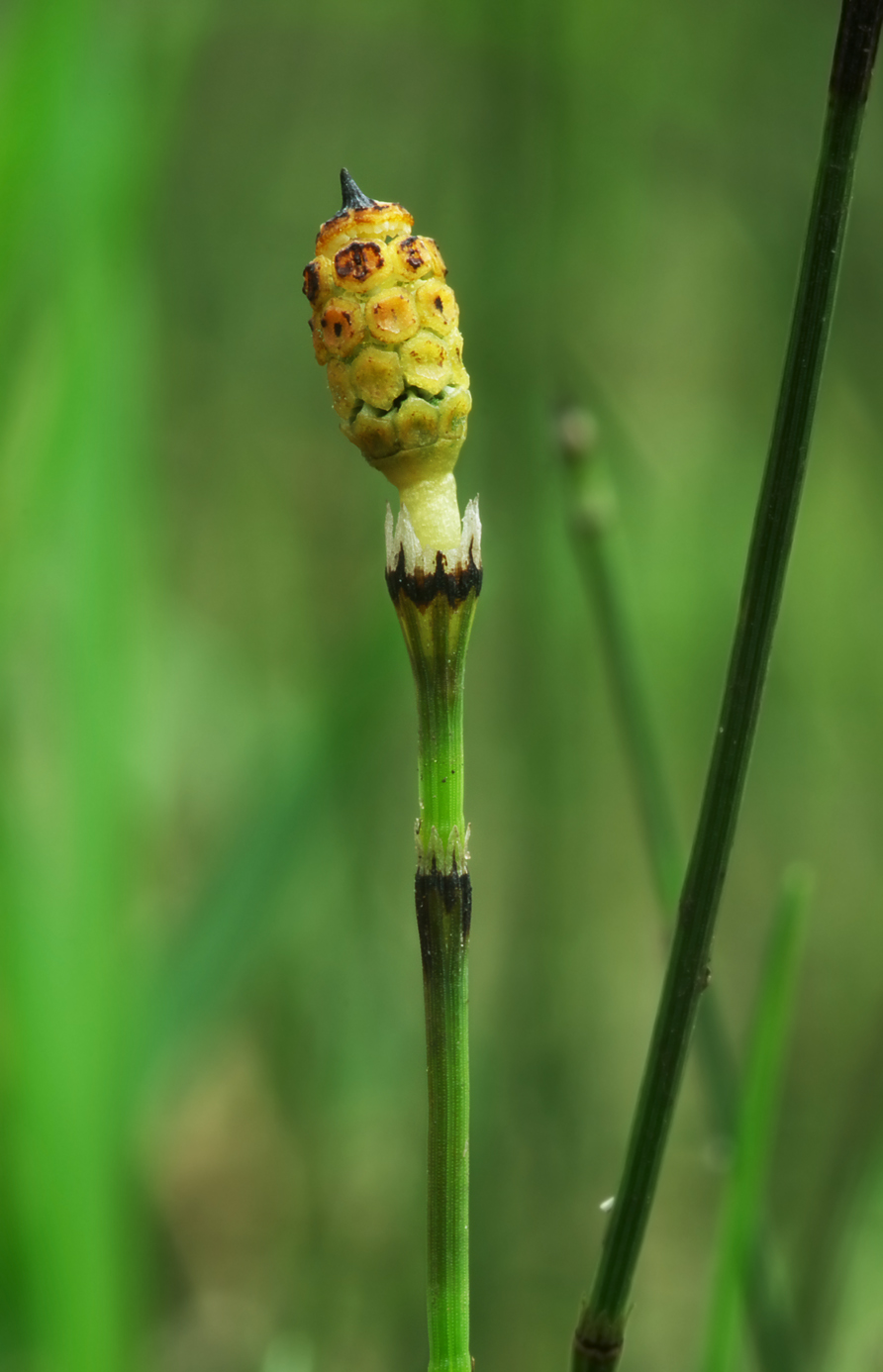
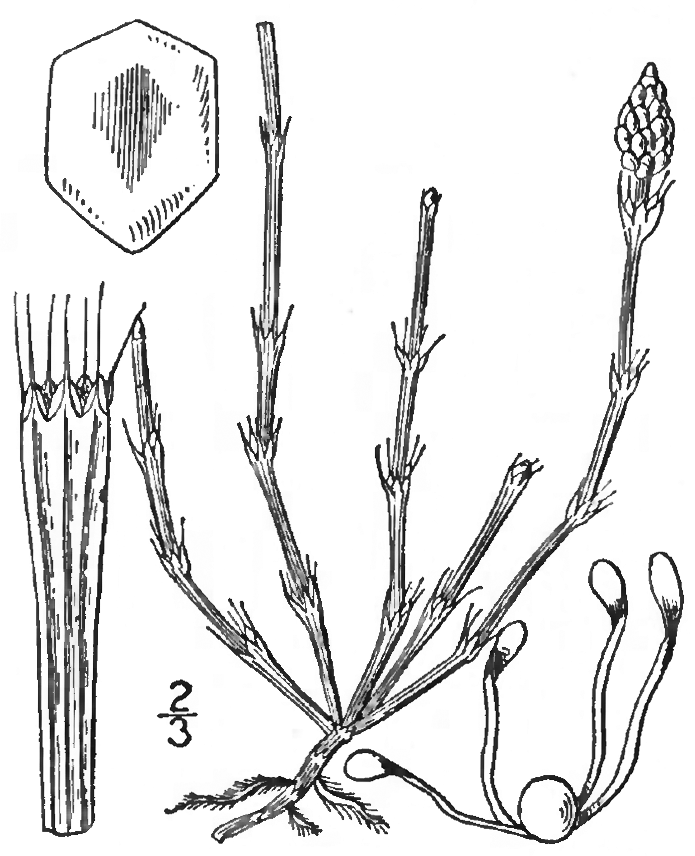